# قار گلوسرخ
قار گلوسرخ (نام علمی: Egretta vinaceigula) یا قار توسی (به انگلیسی: Slaty egret)، گونه‌ای از حواصیلان و راستهٔ لک‌لک‌سانان است که نوک باریک دارد و پرهای جلوی گردنش قرمز است.